# Rae Spoon
Rae Spoon, canadiense, se dedica a la música y a la escritura. Su estilo musical ha variado desde el country hasta el indie rock y el folk punk con influencias electrónicas. 

## Vida personal
Spoon creció como persona trans en Calgary, Alberta, Canadá. Se crio en una familia pentecostal con un padre que sufría esquizofrenia paranoide. Las creencias religiosas del padre le causaron problemas de ansiedad durante la adolescencia. Spoon vive en Victoria, Columbia Británica.
En el 2003, Spoon se identificó como hombre trans.En el 2012, durante una entrevista con Elisha Lim, caricaturista quien defiende el uso del pronombre neutro «they»,Spoon dijo identificarse como persona no binaria. Compartió en la revista Now Magazine: «Tras años de lucha por conseguir que me llamaran "él", me dio pereza pensar en un nuevo coming out. Pero ahora me siento como si hubiera rejuvenecido; estoy a punto para luchar más. Creo que el pronombre "elle" es ideal. Permite que las personas no deban identificarse como hombre o como mujer. Sea lo que sea que eso signifique para ellas».
En el 2020, durante la pandemia de COVID-19, Rae tuvo que cancelar varias giras. En ese período recibió un diagnóstico de cáncer de cuello uterino. En ese momento no se supo dar un pronóstico. Siguió tratamientos y finalmente, en octubre de 2020, se curó al 100%.

## Carrera
Spoon empezó a actuar antes de empezar a grabar música. Decidió empezar a componer canciones cuando tenía diecisiete años. Emergió con música country y roots. En su música más temprana se perfila el imaginario country y el sonido de instrumentos de cuerda en acústico como el banjo, la guitarra y la mandolina. 
Spoon ha tocado con artistas como Annabelle Chvostek, Ember Swift, Kinnie Starr, Melissa Ferrick, The Be Good Tanyas, Bitch &amp; Animal, Natalie Merchant y Earl Scruggs. Ha formado parte del elenco de artistas en festivales como el North Country Fair, South Country Fair, el Under the Volcano Festival, y en los festivales folk de Vancouver,Regina, Ottawa, Calgary, Edmonton, Brandon Folk, Music & Art Festival y Winnipeg.
Superioryouareinferior, el primer álbum de éxito de Spoon se grabó en Calgary en el 2008 e incluye algunos elementos de música electrónica al estilo de Spoon. Superioryouareinferior incluye temáticas ya utilizadas por Spoon con anterioridad como son la historia y la cultura de Canadá, como el comentario sobre el colonialismo en su canción Come On Forest Fire Burn The Disco Down.Superioryouareinferior fue un disco nominado en los premios Polaris Music Prize canadiense en el 2009.
De gira por Europa conoció a Alexandre Decoupigny en Berlín. Decoupigny y Spoon colaboraron en el álbum Worauf Wartest Du?Decoupigny le enseñó cómo crear música con un ordenador, hecho que inspiró a Spoon en la creación de música electrónica. Esta experimentación con música electrónica influenció sus siguientes álbumes y culminó en el disco Can't Keep All Our Secrets.
También ha publicado First Spring Grass Fire, un libro de relatos breves sobre cómo crecer en Alberta. La editorial canadiense Arsenal Pulp Press publicó el libro a finales del 2012. El libro fue nominado para el premio Lambda Literary Awards en 2013 en la categoría de ficción transgéneroy Spoon recibió la distinción de honor del premio Dayne Ogilvie Prize para escritores LGBT en 2014.
Spoon declaró que escribió First Spring Grass Fire con el objetivo de preparar la producción de un documental sobre su vida y música para la National Film Board of Canada. My Prairie Home, dirigida por Chelsea McMullan se estrenó en otoño del año 2013. My Prairie Home, el álbum musical que Spoon compuso para el documental, fue nominado para los premios Polaris Music Prize en el 2014.
En el 2012, Spoon e Ivan Coyote colaboraron en Gender Failure, un espectáculo itinerante multimedia compuesto de literatura oral y música, cuyo contenido son historias sobre sus fallidos intentos por encajar en el género binario. En el 2014, la editorial canadiense Arsenal Pulp Press, publicó un libro basado en dicho espectáculo bajo el mismo nombre, Gender Failure. En el 2015, el libro fue nominado para la ALA’s Over the Rainbow Project List y en el 2020 fue traducido al alemán por la editorial alemana w_orten & meer, con el título Goodbye Gender.
En 2014, Spoon compuso la música para el largometraje The Valley Below . 
Spoon fundó el sello musical Coax Records «por amor a la música indie y como respuesta a la escasa representación de muchos grupos en la industria musical».  El álbum Armour fue lanzado por Coax en 2016. 
En el 2017, en la serie de libros How To Be Books, Spoon publicó un folleto humorístico de instrucciones para escribir canciones titulado How to (Hide) Be(hind) Your Songs.

## Discografía
- Honking at Minivans (2001)
- Throw Some Dirt on Me (2003)
- Your Trailer Door (2005)
- White Hearse Comes Rolling (2006)
- Trucker's Memorial (2006, con Rodney Decroo)
- superioryouareinferior (2008)
- Worauf wartest du? (2009, con Alexandre Decoupigny)
- Love Is a Hunter (2010)
- I Can't Keep All of Our Secrets (2012)
- My Prairie Home (2013)
- Armour (2016)
- Jump With Your Eyes Closed (2016)
- They with Plastik (2016)
- My Side of the Mountain con Clyde Petersen (2016)
- bodiesofwater (2018)
- Rae Spoon With Jesus and His Judgemental Father (2019)
- Mental Health (2019)
- Not Dead Yet (2023)[29]